# Матија Крањц
Матија Крањц (Љубљана, 12. јун 1984) је словеначки атлетски репрезентативац специјалиста за бацање копља. Вишеструки је национални првак и рекордер, двоструки учесник Летњих олимпијских игара.
Учесник је Олимпијских игара 2008. у Пекингу и Олимпијских игара 2012.. Посигнутим резултатима није успевао да се квалификује за финале. На Европском јуниорском првенству 2003. завршио је као пети. 
Највећи успех на међународним такмичењима је бронзана медаља са Медитеранских игара 2009. у Пескари.
Његов лични рекорд 79,72 м (5. јун 2011, Постојна) је тренутни рекорд Словеније.